# Marquee Club

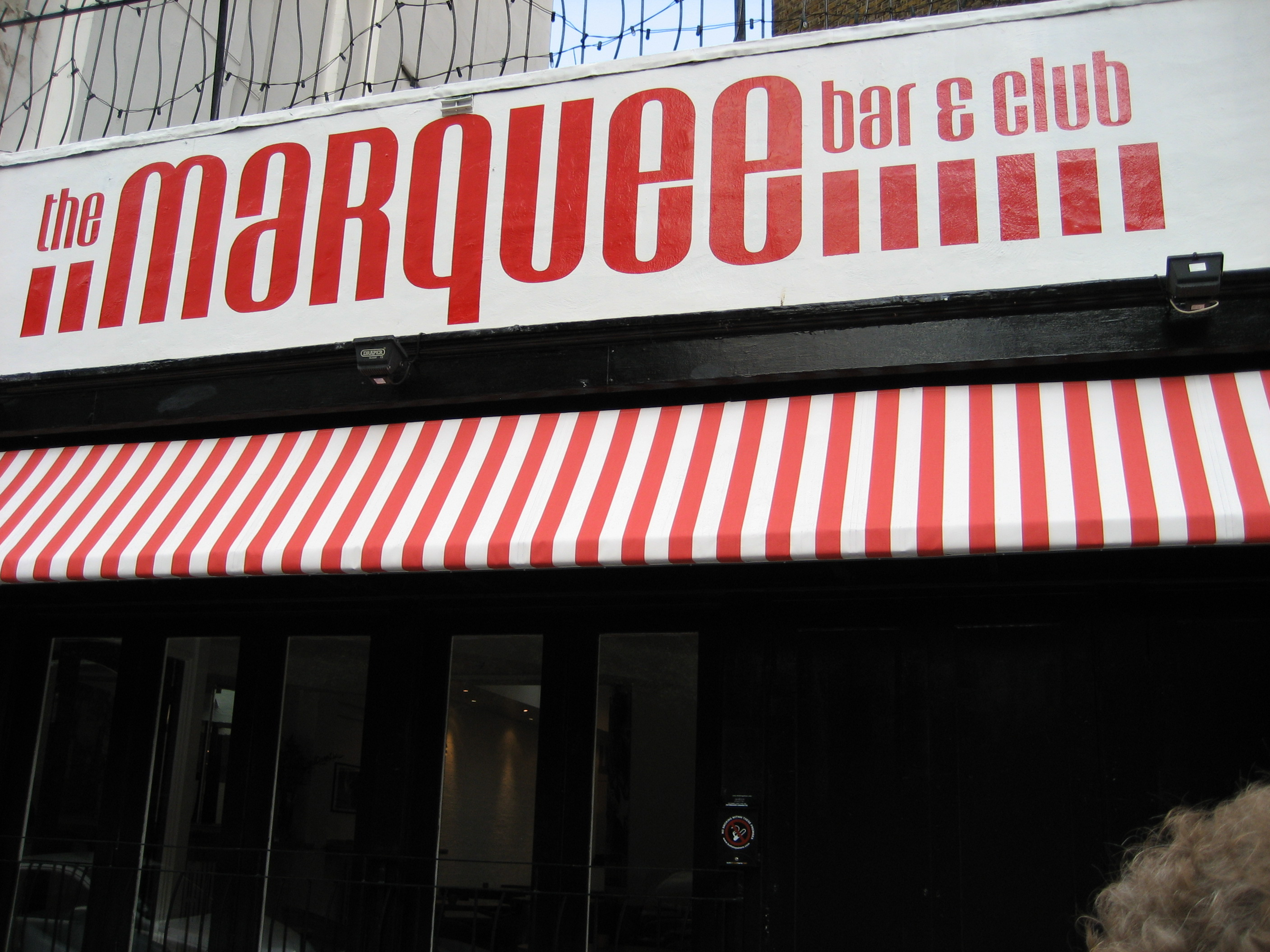
Marquee Club, Upper Saint Martins Lane, Covent Garden, London, Augusti 2007

The Marquee är en världskänd klubb i London som mellan 1960- och 1990-talet gästade många av världens största rockband.

## Historia
The Marquee grundades 1958 och fungerade då främst som en estrad för jazz- och skiffleband. Den låg då på Oxford Street 165. 1964 flyttade klubben till sin legendariska adress på Wardour Street 90 och blev där en klubb för de nya vindarna inom rockmusiken. Medlemmarna i Queen har förklarat The Marquees betydelse så här:
Vi funderade i början på karriären hur vi skulle få mera publicitet för Queen. Hur gör man sitt band känt i London? Jo, genom att spela på The Marquee. Okej, men hur får man en spelning på The Marquee? Jo, genom att vara kända. Nå, hur kommer man in?
Här på klubbens lilla scen skulle så gott som alla stora rockband spela under tre decennier. Bland de unga band som hade regelbundna spelningar på klubben under början av karriären fanns The Who, David Bowie, Jethro Tull, Jimi Hendrix, Pink Floyd, Sex Pistols, Generation X, London, The Police, Iron Maiden, Hanoi Rocks, Diamond Head, Pendragon och Marillion. När klubben hade stigit i anseende började etablerade storband också spela hemliga konserter för att "tacka" hängivna fans eller bara för att de gillade atmosfären. Enligt legenden kunde man enkelt få reda på vem som spelade på kvällen genom att gå in i grannkrogen The Ship och se efter vem som satt och drack öl.

## Klubben i dag
1988 såldes utrymmena på Wardour Street för vidareutveckling. I dag står hotellet Mezzo på samma plats. Klubben flyttade till större utrymmen på Charing Cross Road, men musikvärlden övergav snabbt det nya Marquee och det stängdes. År 2001 köptes namnet upp av en grupp företagare som öppnade igen på Leicester Square 1, mitt i turistcentret. Ägarna har försökt återställa klubbens uppskattning, men de stora artisterna har mer eller mindre struntat i de nya utrymmena och klubben är i dag bara en av många Londonklubbar.